# Norowka (obwód wołogodzki)
Norowka (ros. Норовка) – wieś w Rosji, w rejonie szeksnińkim obwodu wołogodzkiego. W 2010 r. liczyła 5 mieszkańców.